# Salém (Bíblia)
Salém ( / s eɪ l ə m / ; hebraico : שָׁלֵם 'Shalem' ; grego : Σαλήμ: "paz") é uma antiga cidade do Oriente Médio mencionada na Bíblia. O nome refere-se à cidade real Melquisedeque sendo identificado como Jerusalém.

## Visão geral
Salém é referenciada nas seguintes passagens bíblicas:
- "E Melquisedeque, rei de Salém, mandou trazer pão e vinho; e ele era o sacerdote do Deus Altíssimo." ( Gênesis 14:18)
- "Em Salém também está o seu tabernáculo e a sua morada em Sião." ( Salmo 76:2)

O nome Salém (que significa "paz") refere-se à cidade real do do antigo rei e sacerdote Melquisedeque e, esta é tradicionalmente identificado como Jerusalém. Também é mencionada em Hebreus 7.

Possivelmente, um lugar diferente é mencionado em Gênesis 33:18: "E Jacó veio a cidade de Siquém, que fica na terra de Canaã, quando ele veio de Padã-Arã; e armaram sua tenda diante da cidade". A cidade de Salim, corresponde a esse local. Também é mencionado no evangelho de João 3:23: "E João também estava batizando em Enon, perto de Salim [ Σαλείμ  ], porque havia muita água ali; e eles vieram e foram batizados. "     